# Kanister
Kanister (angleško jerrycan) je robustna jeklena posoda za shranjevanje goriva in druge tekočine. 